# Stenostola atra
Stenostola atra är en skalbaggsart som beskrevs av J. Linsley Gressitt 1951. Stenostola atra ingår i släktet Stenostola och familjen långhorningar. Inga underarter finns listade i Catalogue of Life.